# 埃維埃申群島
埃維埃申群島（英語：Aviation Islands）是南極洲的群島，位於奧次地，處於金賽角以北5公里，在1958年由蘇聯探險隊繪入地圖，是阿德利企鵝的繁殖地，現時由南極條約體系管理。